# Circus of Power
I Circus of Power sono una heavy metal band fondata nel 1986 a New York.

## Formazione

### Formazione attuale
- Alex "Showbiz Al" Mitchell - voce
- Ricky Beck Mahler - chitarra
- Marc Frappier - basso
- Ryan Maher - batteria

### Ex componenti
- Gary Sunshine - basso, chitarra
- Zowie - basso
- Mark Frappier - basso
- Victor Indrizzo - batteria

## Discografia

### Album in studio
- 1988 - Circus Of Power
- 1990 - Vices
- 1993 - Magic & Madness
- 2017 - Four

### EP
- 1989 - Still Alive
- 1991 - Live at the Ritz

### Singoli
- 1988 - Call Of The Wild
- 1988 - Motor
- 1990 - Vices
- 1990 - Doctor Potion
- 1992 - Heaven & Hell
- 1993 - Mama Tequila